# Erni Deutsch-Einöder
Erni Deutsch-Einöder (* 17. November 1917 in Einöd; † 16. Februar 1997 in Zweibrücken) war eine pfälzische Autorin.

## Leben
Erni Deutsch, die sich als Schriftstellerin den Namenszusatz Einöder gab und nur so öffentlich aufgetreten ist, wuchs in der Saarpfalz und Lothringen als Tochter eines französischen Vaters und einer deutschen Mutter auf. In Merlebach besuchte sie die Handelsschule und machte eine Ausbildung in Dekoration, Werbung und Zeitungswesen. Sie war danach in verschiedenen Jugendverbänden tätig. Ihre Lyrik und Prosa erschien in der deutschsprachigen Presse in Elsaß-Lothringen und der Schweiz. Nach dem Krieg lebte sie bis zu ihrem Tod in Zweibrücken. Erni Deutsch-Einöder arbeitete dort als Fachfrau für Dekoration und Werbung, Dolmetscherin, Übersetzerin und als Mitarbeiterin in deutsch-französischen Zeitungen. Sie wurde als Mutter des Literarischen Vereins der Pfalz bezeichnet. Einige Jahre war sie auch Vorsitzende der Sektion Zweibrücken. Hauptberuflich war sie 12 Jahre lang Geschäftsführerin der Volkshochschule Zweibrücken.
Erni Deutsch-Einöder wurde auf dem Friedhof ihres Geburtsortes Einöd beigesetzt.

## Werk
Deutsch-Einöder hat ihre zahlreichen Erzählungen und Gedichte nicht nur in Buchform veröffentlicht, sondern auch vielfach im Rundfunk, in Literaturzeitschriften und Tageszeitungen. Sie ist auch in einigen Anthologien vertreten.
Als Buchauswahl seien genannt:
- Die Tauben fliegen unseretwegen, Zweibrücken, 1962
- Alles Gute kommt von den Eseln, Zweibrücken, 1975
- Die vielen, vielen Zeichen, Landau, 1980
- Wege, die nach Hause führen, Ostfildern, 1980

## Ehrungen
- Förderpreis zum Kulturpreis des Landes Rheinland-Pfalz (1963)
- Auslandsstipendium des Verbands deutscher Schriftsteller (1963)
- Fördergabe des Pfalzpreises für Literatur (1965)
- Martha-Saalfeld-Medaille (1988)